# Pes ploma
Pes ploma és una categoria competitiva de pes de la boxa i d'altres esports de combat.
A la boxa professional, la categoria abasta els boxejadors que pesen entre 55,338 quilos (122 lliures) i 57,152 quilos (126 lliures).

## Història
Originalment britànics i nord-americans havien establert límits diferents per a la categoria. Per als primers el límit era de 126 lliures (57,1 quilos), mentre que els segons ho establien en 114 lliures (51,7 quilos). Finalment el 1920 els Estats Units van unificar la categoria adoptant les 126 lliures britàniques.
Alguns historiadors consideren que el primer combat pel títol ploma va tenir lloc el 1860 entre Nobby Clark i Jim Elliott. No obstant això, la categoria no va obtenir acceptació general fins al 1890, després del combat entre Ike Weir i Frank Murphy.

## Dones i cadets
A la boxa professional no hi ha diferències entre homes i dones, pel que fa als límits entre les categories, amb l'aclariment que entre les dones no existeix la categoria de pes superpesant i, per tant, la categoria màxima és pes pesant.
A la boxa amateur sí que hi ha diferències en els límits de les categories, entre els homes majors (adults i juniors), pel que fa a les dones i els cadets (menors d'edat). En el cas de la boxa femenina, la categoria de pes ploma és la següent:
- Límit inferior: 51 quilos.
- Límit superior: 54 quilos.

## Boxa professional
El neozelandès Torpedo Billy Murphy és reconegut per haver estat el primer boxejador campió del món del pes ploma després de la seva victòria contra Ike Weir per KO a l'assalt 14 el 13 de gener de 1890.

### Títol inaugural
| Associació | Boxejador       | Data                |
| WBA        | Sugar Ramos     | 21 de març de 1963  |
| WBC        | Sugar Ramos     | 21 de març de 1963  |
| IBF        | Min Keun Oh     | 10 de juny de 1984  |
| WBO        | Maurizio Stecca | 28 de gener de 1989 |

## Boxa amateur

### Campions olímpics
| Edició               | Or                                   | Argent                               | Bronze                               |
| 1904 St. Louis       | Oliver Kirk                          | Frank Haller                         | Frederick Gilmore                    |
| 1908 Londres         | Richard Gunn                         | Charles Morris                       | Hugh Roddin                          |
| 1912 Estocolm        | No fou inclòs en el programa olímpic | No fou inclòs en el programa olímpic | No fou inclòs en el programa olímpic |
| 1920 Anvers          | Paul Fritsch                         | Jean Gachet                          | Edoardo Garzena                      |
| 1924 París           | Jackie Fields                        | Joseph Salas                         | Pedro Quartucci                      |
| 1928 Amsterdam       | Bep van Klaveren                     | Víctor Peralta                       | Harold Devine                        |
| 1932 Los Angeles     | Carmelo Robledo                      | Josef Schleinkofer                   | Allan Carlsson                       |
| 1936 Berlín          | Oscar Casanovas                      | Charles Catterall                    | Josef Miner                          |
| 1948 Londres         | Ernesto Formenti                     | Dennis Shepherd                      | Aleksy Antkiewicz                    |
| 1952 Hèlsinki        | Ján Zachara                          | Sergio Caprari                       | Leonard Leisching                    |
| 1952 Hèlsinki        | Ján Zachara                          | Sergio Caprari                       | Joseph Ventaja                       |
| 1956 Melbourne       | Vladimir Safronov                    | Thomas Nicholls                      | Pentti Hämäläinen                    |
| 1956 Melbourne       | Vladimir Safronov                    | Thomas Nicholls                      | Henryk Niedžwiedzki                  |
| 1960 Roma            | Francesco Musso                      | Jerzy Adamski                        | Jorma Limmonen                       |
| 1960 Roma            | Francesco Musso                      | Jerzy Adamski                        | William Meyers                       |
| 1964 Tòquio          | S. Stepashkin                        | Anthony Villanueva                   | Charles Brown                        |
| 1964 Tòquio          | S. Stepashkin                        | Anthony Villanueva                   | Heinz Schulz                         |
| 1968 Ciutat de Mèxic | Antonio Roldán                       | Alberto Robinson                     | Ivan Mihailov                        |
| 1968 Ciutat de Mèxic | Antonio Roldán                       | Alberto Robinson                     | Philip Waruinge                      |
| 1972 Múnic           | Boris Kuznetsov                      | Philip Waruinge                      | András Botos                         |
| 1972 Múnic           | Boris Kuznetsov                      | Philip Waruinge                      | Clemente Rojas                       |
| 1976 Mont-real       | Ángel Herrera                        | R. Nowakowski                        | Leszek Kosedowski                    |
| 1976 Mont-real       | Ángel Herrera                        | R. Nowakowski                        | Juan Paredes                         |
| 1980 Moscou          | Rudi Fink                            | Adolfo Horta                         | Krzysztof Kosedowski                 |
| 1980 Moscou          | Rudi Fink                            | Adolfo Horta                         | Viktor Rybakov                       |
| 1984 Los Angeles     | Meldrick Taylor                      | P. Konyegwachie                      | Türgüt Aykaç                         |
| 1984 Los Angeles     | Meldrick Taylor                      | P. Konyegwachie                      | Omar Catari                          |
| 1988 Seül            | Giovanni Parisi                      | Daniel Dumitrescu                    | Abdelhak Achik                       |
| 1988 Seül            | Giovanni Parisi                      | Daniel Dumitrescu                    | Lee Jae-Hyuk                         |
| 1992 Barcelona       | Andreas Tews                         | Faustino Reyes                       | Ramaz Paliani                        |
| 1992 Barcelona       | Andreas Tews                         | Faustino Reyes                       | Hocine Soltani                       |
| 1996 Atlanta         | Somluck Kamsing                      | Serafim Todorov                      | Pablo Chacón                         |
| 1996 Atlanta         | Somluck Kamsing                      | Serafim Todorov                      | Floyd Mayweather                     |
| 2000 Sydney          | Bekzat Sattarkhanov                  | Ricardo Juarez                       | Kamil Djamaloudinov                  |
| 2000 Sydney          | Bekzat Sattarkhanov                  | Ricardo Juarez                       | Tahar Tamsamani                      |
| 2004 Atenes          | Aleksei Tishchenko                   | Kim Song-Guk                         | Jo Seok-Hwan                         |
| 2004 Atenes          | Aleksei Tishchenko                   | Kim Song-Guk                         | Vitali Tajbert                       |
| 2008 Pequín          | Vasyl Lomachenko                     | Khedafi Djelkhir                     | Yakup Kılıç                          |
| 2008 Pequín          | Vasyl Lomachenko                     | Khedafi Djelkhir                     | Shahin Imranov                       |